# Дойна (посёлок)
Дойна (нем. Deuna) — община в Германии, в земле Тюрингия.
Входит в состав района Айхсфельд. Подчиняется управлению Айксфельдер Кессель. Население составляет 960 человек (на 31 декабря 2010 года). Занимает площадь 10,10 км².